# План Маунтбеттена

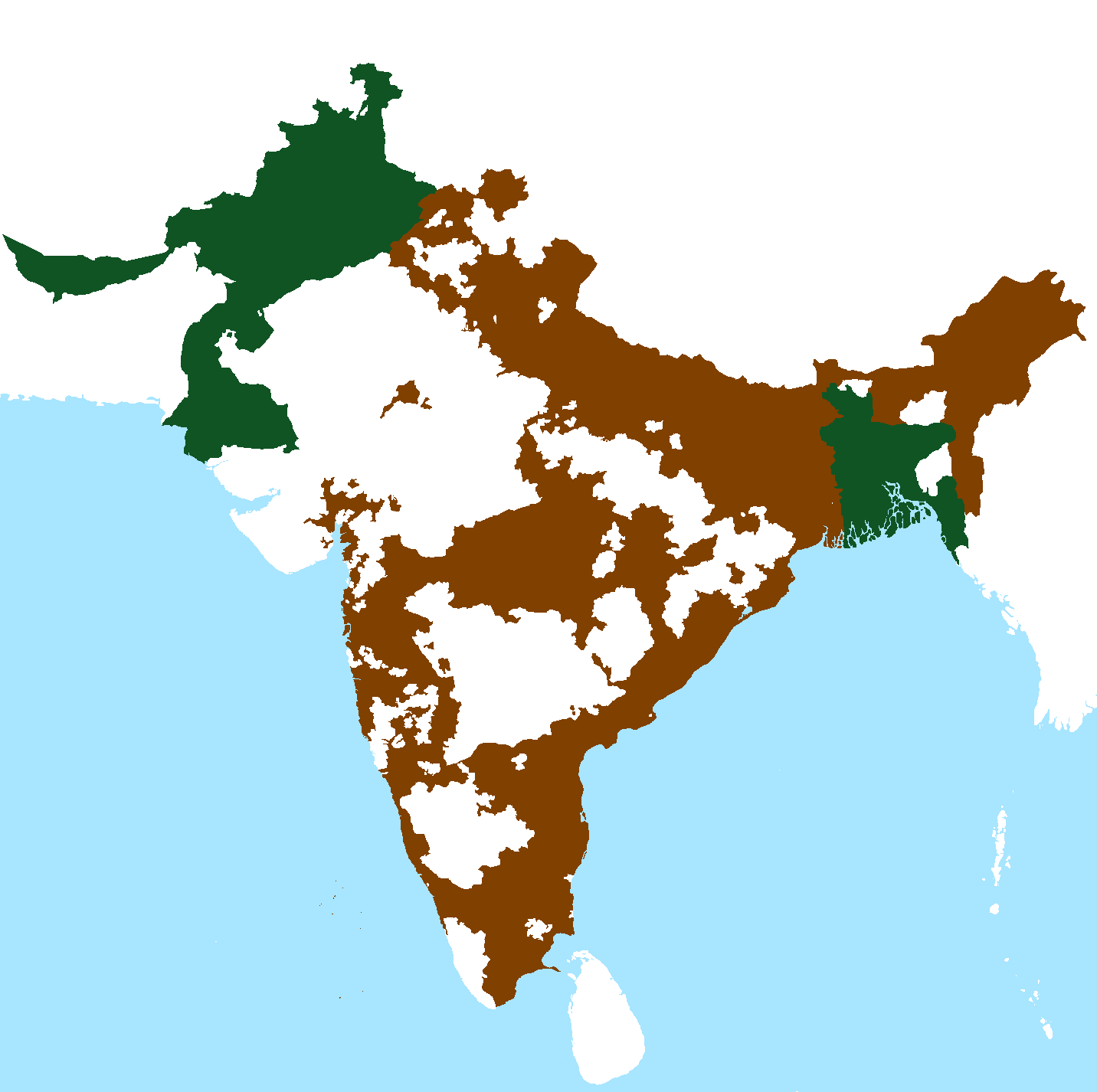
Територія Британської Індії поділена між Індією (червоний) і Пакистаном (зелений). Решта незаштрихованих областей були тубільними князівствами.

План Маунтбеттена (Акт про Індійську незалежність (англ. Indian Independence Act 1947)) — план розділу британських колоніальних володінь на півострові Індостан. Був запропонований останнім віце-королем Індії Луїсом Маунтбеттеном.

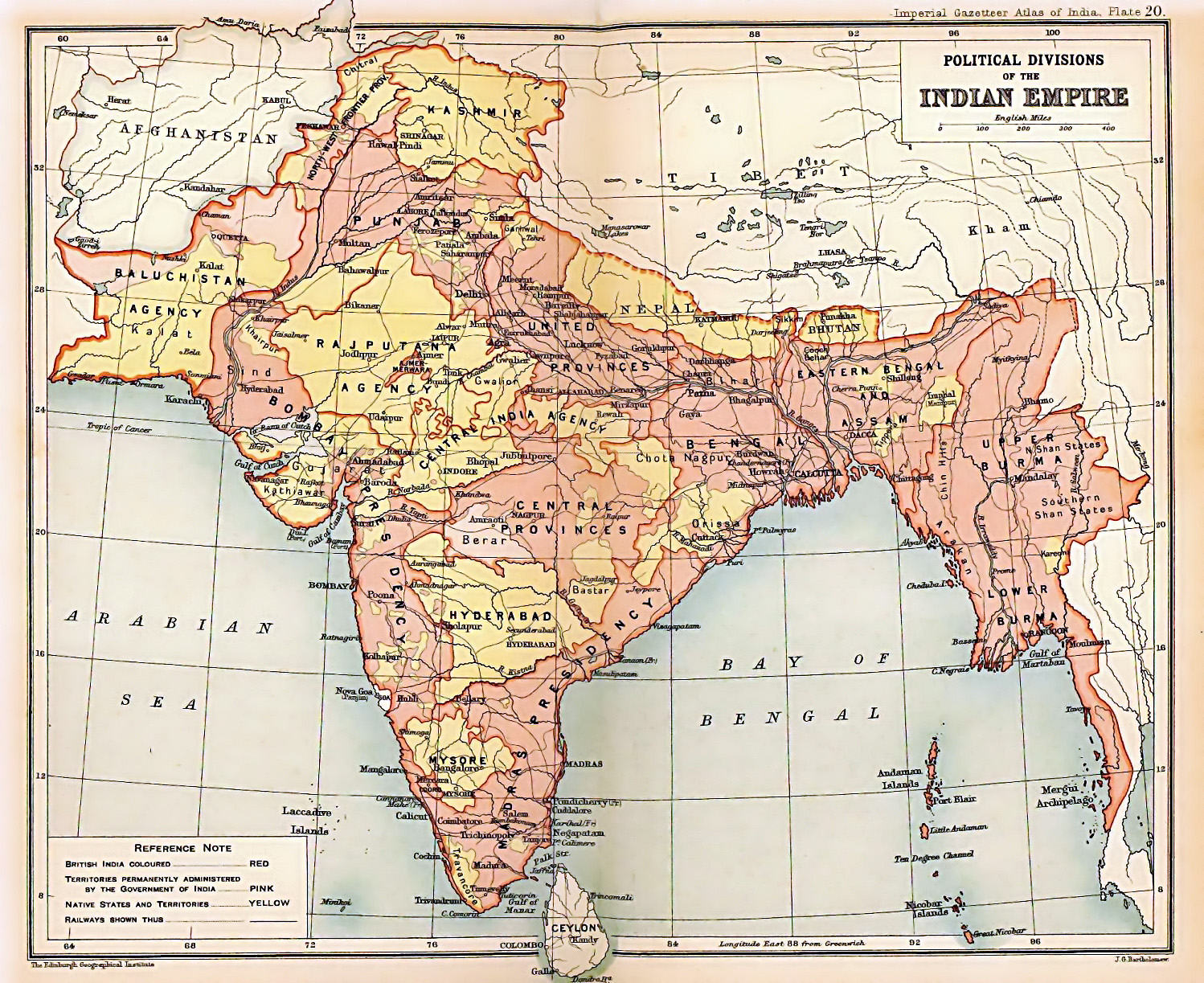
Британська Індія і тубільні князівства в 1909 році

План був викладений в заяві британського уряду від 3 червня 1947 року. Згодом план Маунтбеттена був затверджений королем Великої Британії Георгом VI як закон про незалежність Індії.
Згідно з планом на місці Британської Індії створювалася держава індусів — Індійський Союз і мусульманська держава Пакистан, їм обом надавалися права британських домініонів. Частина територій була спочатку спірною. Тому питання про входження в одну зі створюваних держав Північно-Західної прикордонної провінції і Силхетського округу Асаму вирішувалося шляхом референдуму, Сінду — шляхом голосування в його законодавчому зборах. Для Пенджабу і Бенгалії питання вирішувалося шляхом роздільного голосування в Законодавчих зборах депутатів від округів з переважно мусульманським населенням і депутатами від округів з переважаючим індуським населенням. Кожному з індійських князівств надавалося право прийняти самостійне рішення про входження в одну з нових держав або ж право залишитися в колишньому статусі.
План Маунтбеттена і закладений в ньому поділ Пенджабу призвели до великого кровопролиття, в ході розділу Британської Індії загинуло понад 1 млн чоловік і понад 15 600 000 стали біженцями.